# シェイン・トップ
シェイン・ロバート・トップ (Shayne Robert Topp、1991年9月14日 - ) は、アメリカ合衆国の俳優とコメディアン。スモッシュの会員のーつ。

## フィルモグラフィ
- iCarly
- 弁護士イーライのふしぎな日常
- めっちゃ ソー・ランダム
- サム&キャット
- スイッチ 〜運命のいたずら〜
- スモッシュ
- それいけ! ゴールドバーグ家